# Lioudmila Bouldakova
Lioudmila Bouldakova (en russe : Людмила Степановна Булдакова) est une joueuse de volley-ball russe née le 25 mai 1938 à Léningrad et morte le 9 novembre 2006.